# استشراب غازي مع مطيافية الكتلة

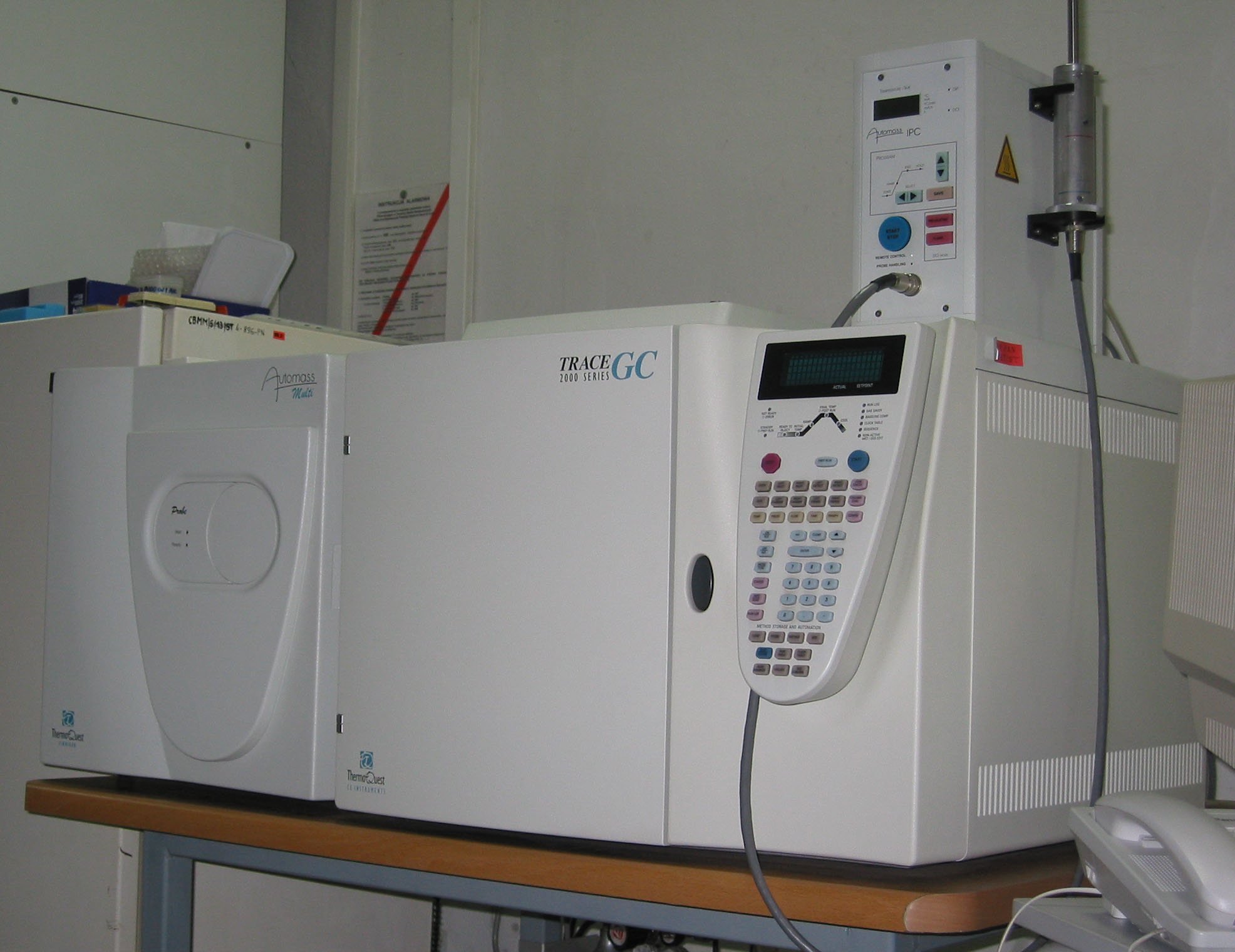
مثال لجهاز GC-MS (استشراب غازي - مطيافية الكتلة)

كروماتوغرافيا الغاز - مطياف الكتلة أو الاستشراب الغازي - مطياف الكتلة
تعتبر الكروماتوغرافيا الغازية طريقة فعالة من اجل فصل وكشف المركبات العضوية القابلة للتطاير ومزائج غازية من مركبات لا عضوية مختلفة.وهي تعتبر تقنية مفيدة اكتشفت أول مرة عام 1940م حيث أدخلت فيما بعد كأداة أولية استخدمت في مختبرات عديدة .وهي قدمت تطور تقني واضح في مجال الالكترونيات والنظم المؤتمتة وتملك تقنية العامود إنتاج اقل وحدود كشف اقل وتحديد أدق للمواد من خلال التباين وتقنيات التحديد النوعي المميز.

## مقدمة
تقنية الكروماتوغرافيا الغازية المتصلة بمطياف الكتلة هامة جدا حيث استخدمت في معظم الصناعات:
البيئية ,والصيدلانية,والبترول,والكيمائية ,والطبية,وعلم الأطعمة، ومجالات أخرى متعددة. لتحديد المواد المختلفة داخل عينة الاختبار. والكشف عن المتفجرات وتحديد هوية عينات غير معروفة. ويمكن أيضا GC-MS استخدامها في أمن المطارات للكشف عن المواد في الأمتعة أو على البشر. بالإضافة إلى ذلك، فإنه يمكن تحديد وتتبع عنصر ما في المواد التي كان يعتقد سابقا أنها تفككت بعد تحديد الهوية. معيار الذهب و الطب الشرعي

## التاريخ
وقد تم تطوير استخدام مطياف الكتلة كمكشاف في جهاز الكروماتوجرافي الغازي في خلال 1950 بواسطة جيمس ومارتن في عام 1952
.
هذه الأجهزة الحساسة صممت للبيءة المعملية . التطوير الذي حدث لاجهزة الحاسوب الحاقه بهذة الاجهزة سهل عملية ادائها والزمن الذي يستغرقه تحليل العينة . في عام 1964، بدأ شركة التجميعات الإلكترونية (EAI)، وهي المورد الرئيسي للكمبيوتر الولايات المتحدة التناظرية، وضع الكمبيوتر الذي يسيطر عليه رباعية مطياف الكتلة
.

## جهاز كروماتوغرافيا الغاز- مطياف الكتلة

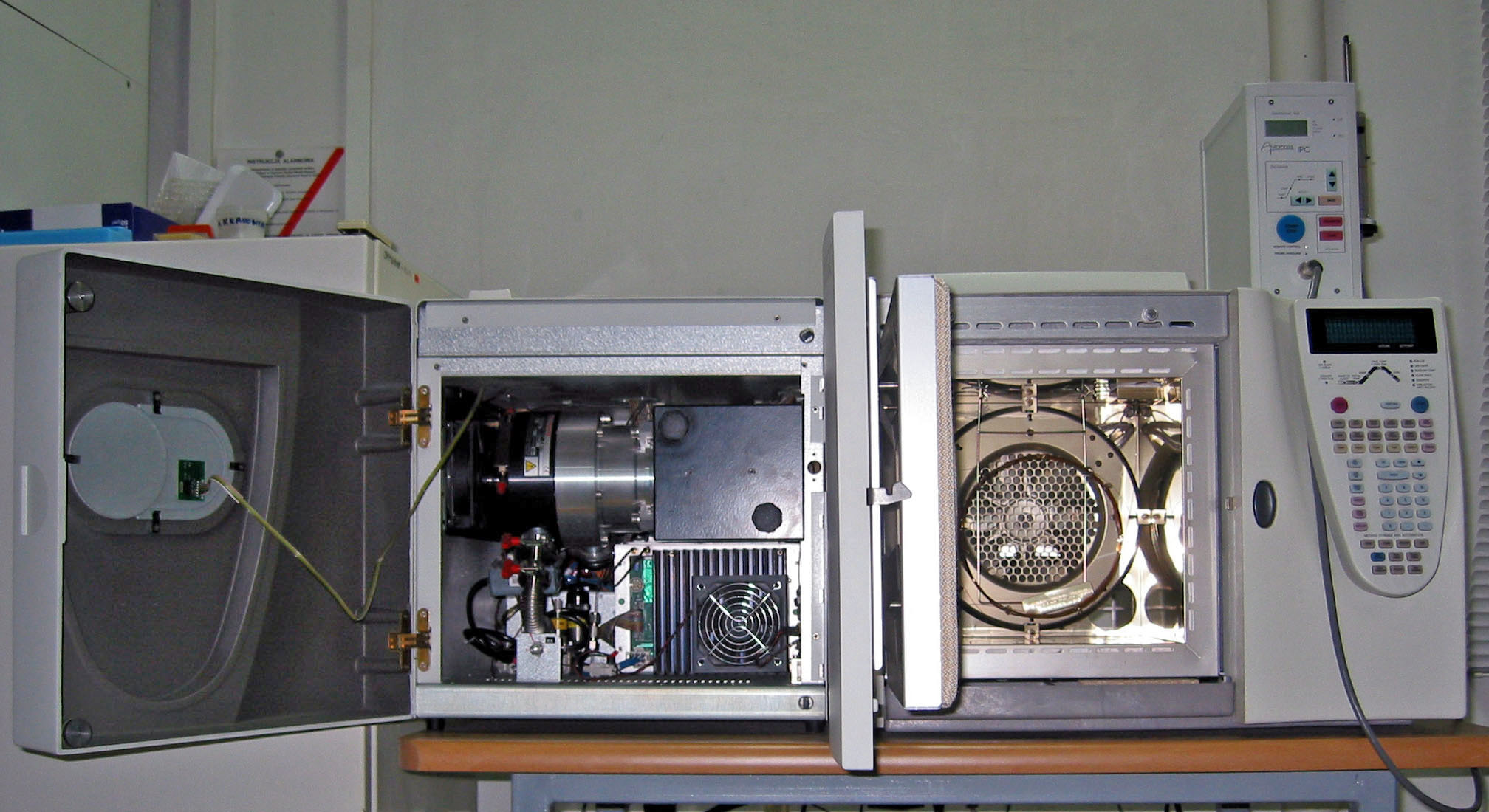
داخل جهاز GC-MS، مع عمود الاستشراب الغازي مع الفرن على اليمين.

- يستخدم الجهاز لفصل بين طائفة واسعة من المركبات العضوية ، وباستخدام أنواع مختلفة جديدة وخاصة من الطور الثابت والتحليل النوعي للمركبات مع التعرف عليها بواسطة تحديد الايون الجزيئي للعينة السائلة والصلبة بواسطة التأين الإلكتروني (EI ). إمكانية حقن العينة بطريقتان لقياس الوزن الجزيئي : الأولى عن طريق جهاز الـ GC والثانية عن طريق الإدراج المباشر بواسطة وحدة (DI ).
- الحصول على مطياف الكتلة MS spectrum لعينة من مادة عضوية نقية.
- الحصول على مطاييف الكتلة MS spectra لمكونات خليط من مواد عضوية مختلفة، بالإضافة إلى الكروماتوجرام لهذا الخليط وجدول التحليل الكمى له، مثل تحليل الزيوت العطرية والأحماض الدهنية.
- مقارنة مطاييف الكتل للمواد بمطاييف قياسية، ومن ثم تعريف المكونات المجهولة.
- البحث عن مركب محدد بخليط من مركبات عضوية

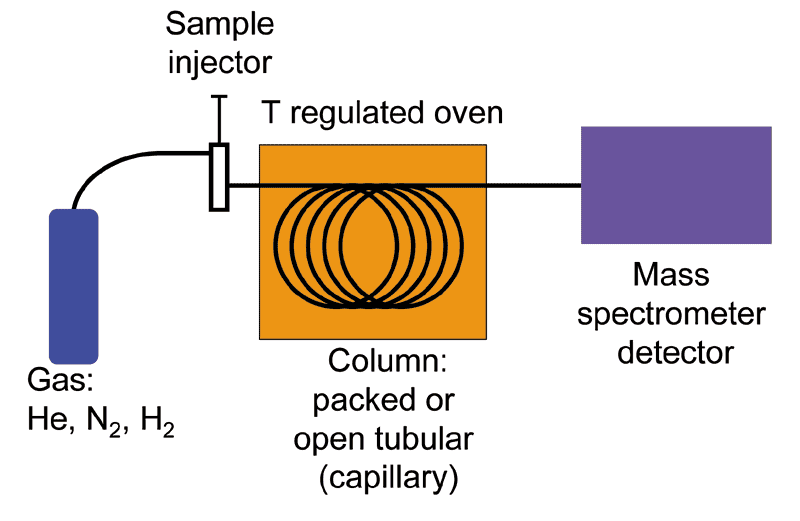
GC-MS رسم تخطيطي

### الحجز والتفريغ في GC-MS
- لتحليل المركبات المتطايرة يستخدم نظام يكون فيه فخ بحيث يمكن حجز العينة ويمكن استخدام نظام المكثف (P & T) لإدخال العينات.
- يتم استخراج الأهداف المحللة وتخلط مع الماء وتدخل إلى غرفة محكمة الإغلاق. في وجود غاز خامل مثل النيتروجين(N2)يضخ منتج فقاعات من خلال المياه.
- هذا هو المعروف باسم تفريغ المركبات الطيارة تنتقل إلى فراغ الرأس الموجود فوق الماء وتمرر على طول ضغط متدرج مسبب بواسطة الغاز المفرغ خارج الغرفة و المركبات المتطايرة تساق في خط ساخن داخل الفخ، وهو عبارة عن عمود به مادة ممتزة عند درجة حرارة الغرفة التي تحمل المركبات من ثم إعادتهم إلى الطور السائل. ثم يسخن في الفخ ويتم إدخال المركبات إلى العمودP&T GC-MS مناسبة للمركبات المتطائرة (VOCs) ومركبات BTEX (المركبات العطرية المرتبطة بالبترول) [4]

### أنواع أجهزة الكشف في مطياف الكتلة
إن الغرض من الكشاف هو تقدير المكونات المفصولة في الغاز الحامل ويجب أن يكون الكشاف المستخدم حساساً لأي تغير في تركيب الغاز . ومن الناحية المثالية يجب أن يتوفر في الكشاف الخواص الأتية :
- سرعة الاستجابة لكل تغير في تركيزات المذابات المختلفة .
- ارتفاع حساسيته وثباتها أثناء عملية الفصل .
- أن تكون استجابته للتغير في التركيز عبارة عن علاقة خطية .
- النوع الأكثر شيوعا من مطياف الكتلة (MS) المرتبط بالكروماتوجرافي الغازي (GC) هو مطياف الكتلة الرباعية،هوليت-باكارد

## امكانية الجهاز
ويمكن ان يعطي الجهاز التالي
- الحصول على مطياف الكتلة MS spectrum لعينة من مادة عضوية نقية.
- الحصول على مطياف الكتلة MS spectra لمكونات خليط من مواد عضوية مختلفة، بالإضافة إلى الكروماتوكرام لهذا الخليط وجدول التحليل الكمى له، مثل تحليل الزيوت العطرية والأحماض الدهنية. إلى اخره
- مقارنة مطاييف الكتل للمواد بمطاييف قياسية، ومن ثم تعريف المكونات المجهولة.
- البحث عن مركب محدد بخليط من مركبات عضوية.
- النتائج المتحصل عليها تطبع على ورق وبكل التفاصيل حول جهاز GC/MS حسب المختبرات العالمية .
- يستقبل فقط العينات النقية والخالية من الشوائب والمواد الغريبة والمرشحة والمعاملة بمواد خاصة لجهاز GC-MS
- المذيبات التالية DMSO, DMF, H2¬O, THF لا تستعمل اطلاقا في جهاز GC-MS
- كمية العينة الواجب إذا كانت سائلة 5 مل بعد معاملتها للحقن في الجهاز اما بالنسبة للمادة الصلبة 1-5غرام
- جهاز GC-MS يستخدم لتقدير المركبات الطيارة والثابتة حرارياً
- توضع العينية في عبوة محكمة وغير مستعمل من قبل [5]

## وصلات خارجية
- Gas+chromatography-mass+spectrometry في المكتبة الوطنية الأمريكية للطب نظام فهرسة المواضيع الطبية (MeSH).